# 木庭二郎
木庭 二郎（こば じろう、1915年（大正4年）3月7日 - 1973年（昭和48年）9月28日）は、昭和期の物理学者（核物理学）。

## 生涯
1945年に東京帝国大学を卒業し、大阪大学助教授等を経て、京都大学教授となる。1963年にコペンハーゲン大学のニールス・ボーア研究所教授となるが、1973年にコペンハーゲンでコレラにより客死。
朝永振一郎の繰り込み理論の研究などに協力し、高エネルギー粒子の衝突における多重発生現象を研究した。
坂田昌一の「凝集力場理論」の検証において計算を間違えた責任を取って、丸坊主になったエピソードは有名である。これは、それだけ朝永振一郎に信頼されていたと言える。

## 親族
兄は文芸評論家の中村光夫（本名 木庭一郎）。弟、木庭三郎も理論物理学者（専門は物性論）。